# Straight Out of Hell
Albums de Helloween
7 Sinners
(2010) My God-Given Right
(2015)
Singles
1. Nabatea
Sortie : 9 janvier 2013

Straight Out of Hell est le 14e album studio du groupe allemand Helloween sorti le 18 janvier 2013.
Une version de la chanson Burning Sun comprenant de l'orgue Hammond est dédiée au claviériste de Deep Purple, Jon Lord. Cette version a été incluse dans l'édition limitée de l'album.
En ce qui concerne les chansons, le guitariste et membre fondateur du groupe Michael Weikath a déclaré:

« Straight Out of Hell est le développement conséquent des deux albums précédents. Les nouvelles chansons sont une suite directe de 7 Sinners, seulement moins reliées à la mort et nettement plus positives. Ces chansons donneront un coup de pied au cul même à l'auditeur le plus paresseux. »

Le premier single de l'album est la chanson d'ouverture, Nabatea. La Nabatène est un royaume antique dont la capitale, Pétra, est cachée derrière une falaise ; fondée vers le VIIIe siècle av. J.-C., elle décline sous l'Empire romain en raison du détournement des routes commerciales et est abandonnée au IVe siècle à la suite d'un séisme, elle n'est redécouverte qu'au début du XIXe siècle. Ce royaume est à l'origine de plusieurs mythes et légendes.

## Liste des titres
| No  | Titre                   | Auteur                      | Durée |
| --- | ----------------------- | --------------------------- | ----- |
| 1.  | Nabataea                | Andi Deris                  | 7:03  |
| 2.  | World of War            | Sascha Gerstner             | 4:56  |
| 3.  | Live Now!               | Andi Deris, Sascha Gerstner | 3:10  |
| 4.  | Far from the Stars      | Markus Grosskopf            | 4:41  |
| 5.  | Burning Sun             | Michael Weikath             | 5:33  |
| 6.  | Waiting for the Thunder | Andi Deris                  | 3:53  |
| 7.  | Hold Me in your Arms    | Sascha Gerstner             | 5:10  |
| 8.  | Wanna Be God            | Andi Deris                  | 2:02  |
| 9.  | Straight out of Hell    | Markus Grosskopf            | 4:33  |
| 10. | Asshole                 | Sascha Gerstner             | 4:09  |
| 11. | Years                   | Michael Weikath             | 4:22  |
| 12. | Make Fire Catch the Fly | Markus Grosskopf            | 4:22  |
| 13. | Church Breaks Down      | Andi Deris                  | 6:06  |

| 14. | Another Shot of Life                    | Markus Grosskopf | 5:18 |
| 15. | Burning Sun (Hammond version)           | Michael Weikath  | 5:33 |
| 16. | No Eternity (édition limitée japonaise) | Markus Grosskopf | 3:34 |

## Composition du groupe
- Andi Deris — chants
- Michael Weikath — guitare
- Sascha Gerstner — guitare
- Markus Grosskopf — basse
- Daniel Löble — batterie